# Nisha Warsi
Nisha Warsi (en hindi : निशा वारसी) née le 9 juillet 1995 à Sonipat dans l'état d'Haryana, est une joueuse professionnelle indienne de hockey sur gazon.

## Carrière
Elle a fait ses débuts internationaux en 2019 lors des Finales des Hockey Series à Hiroshima et a depuis remporté neuf sélections indiennes. Comme le reste du monde, la pandémie n'a pas été facile pour Nisha, qui a passé la majeure partie de l'année et demie écoulée au camp national de SAI, South Centre. Coupé à 2021, et Nisha se dirige vers les Jeux olympiques de Tokyo.